# 크리스타 밀러
크리스타 밀러(Christa Miller, 1964년 5월 28일 ~ )는 미국의 배우이다.

## 출연 작품
- 쿠거 타운 5 (2014)
- 쿠거 타운 4 (2012)
- 커트니 콕스의 러브앤프렌즈 시즌3 (2012)
- 쿠거 타운 2 (2010)
- 쿠거 타운 1 (2009)
- 안드로메다의 위기 (2008)
- 더 드류 캐리 쇼 (1995)
- 계부 3 (1992)
- 사인필드 (1990)